# Violeta Parra
Violeta del Carmen Parra Sandoval (hiszpańska wymowa: [bjoˈleta ˈpara]; (ur. 4 października 1917 roku w San Carlos lub San Fabián de Alico, zm. 5 lutego 1967 w Santiago) była chilijską kompozytorką, śpiewaczką, autorką tekstów, folklorystką, etnomuzykolożką i artystką wizualną. Zapoczątkowała rozwój tzw. Nueva Canción Chileana (Nowej Piosenki Chilijskiej), która uważana jest za odnowienie i przemianę chilijskiej muzyki ludowej. Parra jest uważana za „Matkę Latynoamerykańskiego folku".
Dzień jej urodzin (4 października) został wybrany „Dniem Chilijskiego Muzyka". W 2011 roku Andrés Wood nakręcił o niej film biograficzny, zatytułowany „Violeta se fue a los cielos" [pol.Violeta poszła do nieba].

## Młode lata
Istnieje niejasność co do miejsca urodzenia Violety. Pieczątka na jej certyfikacie urodzenia wskazuje, że urodziła się w San Carlos w prowincji Ñuble - małym mieście na południu Chile, dnia 4 października 1917 roku i nazwana została Violeta del Carmen Parra Sandoval. Jednak zarówno Fundacja Violety Parry (Fundación Violeta Parra), jak i muzeum jej poświęcone (Museo Violeta Parra) podają informację, jakoby pieśniarka urodziła się w San Fabián de Alico - miejscu położonym niedaleko San Carlos.
Była jednym z dziewięciorga dzieci w rodzinie Parra. Jej ojciec, Nicanor Parra Alarcón, był nauczycielem muzyki. Jej matka, Clarissa Sandoval Navarrete, dorastała na wsi i była krawcową. Umiała śpiewać i grać na gitarze i to ona nauczyła Violetę i jej rodzeństwo tradycyjnych pieśni ludowych. Jednym z jej braci był poeta, lepiej znany jako anty-poeta, Nicanor Parra, drugim - folklorysta Roberto Parra (1921–1995). Jej dzieci, syn Ángel i córka Isabel Parra, również w wielkiej mierze przyczyniły się do rozwoju Nowej Pieśni Chilijskiej.
Rodzina Violety żyła w ubóstwie i nieustannie przeprowadzała się w poszukiwaniu pracy. Dwa lata po narodzinach przyszłej pieśniarki, jej rodzina przeniosła się do Santiago. Dwa lata później do Lautaro, by na końcu, w 1927 roku, osiąść w Chillán. To właśnie tam Violeta zaczęła śpiewać i grać na gitarze wraz ze swoim rodzeństwem - Hildą, Eduardo i Roberto; wkrótce również zaczęła komponować tradycyjną chilijską muzykę.
Po śmierci ojca w 1929 r., sytuacja życiowa rodziny Parra znacznie się pogorszyła. Violeta i jej rodzeństwo musieli zacząć pracować, aby się utrzymać. W 1932 roku, za namową swojego brata, Nicanora, Violeta przeniosła się do Santiago i zaczęła uczęszczać do kolegium nauczycielskiego. Mieszkała tam z krewnymi, potem powróciła do matki i rodzeństwa, zamieszkując na ulicy Edisona w dzielnicy Quinta Normal.

## Pierwsze występy
Rodzina Parra występowała w klubach nocnych, takich jak El Tordo Azul oraz El Popular w dzielnicy Mapocho, wystawiając swoje interpretacje boler, rancher, meksykańskich corrid i innych stylów muzycznych. W 1934 roku poznała Luisa Cereceda, kolejarza, którego poślubiła 4 lata później, i z którym miała dwójkę dzieci -- Isabelę (ur. 1939) oraz Ángela (ur. 1943). Jej mąż był zagorzałym komunistą. Pod jego wpływem Violeta Parra zaangażowała się w ruch komunistyczny i działalność Komunistycznej Partii Chile, biorąc udział w kampanii prezydenckiej Gabriela Gonzáleza Videla w 1944 roku.
Violeta zaczęła śpiewać hiszpańskojęzyczne piosenki z repertuaru sławnej argentyńskiej solistki Lolity Torres oraz Imperio Argentiny. Śpiewała w restauracjach oraz w teatrach pod pseudonimem Violeta de Mayo. W 1945 roku wystąpiła wraz z dziećmi w hiszpańskim pokazie w cukierni Casanovy.
W 1948 roku, po dziesięciu latach małżeństwa, Violeta Parra i Luis Cereceda rozwiedli się. Violeta i jej siostra Hilda zaczęły wspólnie występować jako Siostry Parra (The Parra Sisters) i nagrały nieco swojej twórczości w wytwórni RCA VICTOR. W 1949 roku, Violeta poślubiła Luisa Arce, tapicera. Ich córka, Carmen Luisa, urodziła się w tym samym roku. Violeta kontynuowała występowanie: pojawiała się w cyrkach i wyjeżdżała w trasy po Argentynie wraz z Hildą i swoimi dziećmi.      
W 1952 roku urodziła się trzecia córka Violety - Rosita Clara. W tym samym roku Violeta rozpoczęła zbieranie autentycznych chilijskich utworów ludowych z całego kraju. Porzuciła swój poprzedni repertuar składający się z klasycznych pieśni ludowych i zaczęła tworzyć własne kompozycje, oparte na tradycyjnym folklorze. Występowała na uniwersytetach, zapowiadana przez Enrique Bello Cruz, znanego założyciela wielu czasopism kulturalnych.
Dwa single Parry nagrane dla wytwórni EMI Odeon: Que Pena Siente el Alma oraz Verso por el Fin del Mundo, a także Casamiento de Negros i Verso por Padecimiento przysporzyły Violecie sporej popularności. Parra spotkała m.in. Pablo Nerudę, który przedstawił ją swoim przyjaciołom i w 1970 roku. Poeta zadedykował jej wiersz Elegia para Cantar.

## Pierwsza podróż do Europy
W lipcu 1955 roku Violeta została zaproszona na Światowy Festiwal Młodzieży i Studentów w Warszawie. Przeprowadziła się do Paryża, gdzie występowała w klubie L'Escale. W tym okresie, w Santiago, zmarła jej córka, Rosalia Clara (lat 3).
Violeta poznała wielu artystów i intelektualistów podczas swojego pobytu w Europie. Dzięki pomocy antropologa Paula Riveta mogła nagrywać w Narodowych Archiwach Dźwięku w Muzeum Człowieka La Sorbonne w Paryżu, gdzie pozostał guitarrón oraz kasety z jej kolekcji chilijskiego folkloru. Pojechała także do Londynu, gdzie nagrywała dla EMI-Odeon i do audycji radia BBC. Gdy wróciła do Paryża w marcu 1956, nagrała 16 piosenek dla francuskiej wytwórni Chant du Monde, która to wytwórnia wydała jej pierwsze albumy. Oba z nich zawierały po 8 piosenek.
W listopadzie 1957 roku Parra wróciła do Chile i nagrała pierwszy LP do serii Folklor Chile dla wytwórni EMI Odeon. Album nosił nazwę Violeta Parra and her Guitar (Canto y Guitarra) i zawierał jej 3 własne kompozycje. W 1958 roku wydała kolejną część, Acompañada de Guitarra. W 1959 ukazały się La Cueca oraz La tonada. W następnym roku, Violeta ufundowała Narodowe Muzeum Sztuki Ludowej (Museo Nacional de Arte Folklórico) w Concepción, które podlegało zwierzchnictwu uniwersytetu Universidad de Concepción. W tym czasie napisała także wiele wierszy, które także są jej znaną częścią jej dorobku artystycznego.
W następnych latach wybudowała swój dom, Casa de Palos, na ulicy Segovia w mieście La Reina. Cały czas grała recitale w najważniejszych centrach kulturowych w Santiago, a także podróżowała po całym kraju, przeprowadzając badania, organizując koncerty i prowadząc wykłady oraz warsztaty o folklorze. Udała się także na północ kraju, aby zbadać i opisać religijny festiwal w La Tirana.
Skomponowała muzykę do filmów dokumentalnych Wicker i Trilla, a także przyczyniła się do powstania filmu Casamiento de negros, w którym wystąpił Sergio Bravo.
Napisała książkę Cantos Folklóricos Chilenos, w której zebrała cały swój dorobek naukowy, zdjęcia Sergio Larraína oraz zapisy nutowe występów Gastóna Soublette (Santiago, Nascimento, 1979). Napisała również Décimas autobiográficas, gdzie opisała swoje dzieciństwo i życie aż do podróży po Europie.
Zaczęła interesować się ceramiką, malarstwem, a także haftem. Gdy w 1959 r. na skutek zapalenia wątroby, była zmuszona do pozostawania w łóżku i wypoczywania, jej kunszt malarski i hafciarski znacząco się rozwinął, co spowodowało, że jeszcze tego samego roku wystawiła swoje obrazy olejne i hafty na pierwszej i drugiej Podwórkowej Wystawie Sztuki Pięknej w Parku Leśnym w Santiago.
4 października 1960 roku poznała szwajcarskiego klarnecistę, Gilberta Favre'a. W 1961 odbyła podróż do Buenos Aires, gdzie wystawiała swoje obrazy, występowała w telewizji, grała recitale w Teatro IFT oraz nagrała album z kompozycjami dla EMI Odeon, który został jednak ocenzurowany.

## Druga podróż do Europy
W czerwcu 1962 powróciła do Santiago. Wraz ze swoimi dziećmi Isabel i Angel oraz z wnuczką Titą, wyruszyła razem z chilijską delegacją do Finlandii, aby wziąć udział w 8. Festiwalu Młodzieży i Studentów, który odbywał się w Helsinkach.
Gdy skończyła trasę koncertową po Związku Radzieckim, Niemczech, Włoszech i Francji, Violeta przeniosła się do Paryża, gdzie dawała koncerty w La Candelarii i L'Escale, w Théâtre Des Nations UNESCO oraz występowała w telewizji i radiu wraz ze swoimi dziećmi. W tym okresie ostatecznie zamieszkała w Genewie z Gilbertem Favrem, dzieląc tym samym czas spędzany we Francji i Szwajcarii, gdzie również koncertowała, przeprowadzała wystawy i występowała w telewizji.
W 1963 roku nagrała rewolucyjne i ludowe piosenki, które zostały opublikowane w 1971 pod nazwą Songs rediscovered in Paris. Napisała książkę Popular Poetry of the Andes. Jej rodzina wzięła udział w koncercie L'Humanité (oficjalnej gazety Francuskiej Partii Komunistycznej).
W kwietniu 1964 odbyła się wystawa jej obrazów oraz rzeźb w Luwrze - pierwsza solowa wystawa artystki latynoamerykańskiej w tymże muzeum. W 1965 roku, publicysta François Maspero, opublikował jej książkę Poésie Populaire des Andes. W Genewie szwajcarska telewizja stworzyła dokument o artystce i jej dziełach, nazwany Violeta Parra, Chilean Embroiderer.

## Powrót do Ameryki Południowej
Parra i Favre wrócili do Ameryki Południowej w czerwcu 1965. Violeta nagrała dwie płyty: jedną ze swoją córką Isabel i drugą, z muzyką instrumentalną na cuatro i quenę z Gilbertem, którego nazywała El Tocador Afuerino (Muzykiem z zewnątrz). Jej muzyka łączyła teraz wenezuelskie cuatro i charango z płaskowyżu północnego Chile. EMI Odeon wydało płytę Remembering Chile (a Chilean Paris), której okładka była ręcznie ilustrowana przez Violetę. Niedługo potem Parra i Favre rozstali się, ponieważ Gilbert chciał zamieszkać w Boliwii, gdzie jego grupa Los Jairas zaczęła odnosić sukcesy.
Kolejnym krokiem milowym w działalności Parry było zaangażowanie się w odbudowę unikalnej wersji Peña (znanej teraz jako La Peña de Los Parra), ośrodka kultury dla artystów i aktywistów. Niektórzy twierdzili, że założyła pierwszą taką placówkę, jednak według RAE, miejsca takie jak to były znane już od co najmniej 1936 roku.Peña Parry była namiotem, przypominającym namioty cyrkowe, rozstawionym na powierzchni 90 metrów kwadratowych w Parque La Quintrala, przy Ulicy Carmen 340. Jej namiot użyczany był na muzyczne występy, w których często występowała wraz ze swoimi dziećmi, a także mieszkała w nim. Parra otworzyła jeszcze jeden podobny ośrodek w La Reinie, na ulicy La Cañada 7200, którego otwarcie odbyło się 17 grudnia 1965 roku. W tym samym roku wielokrotnie występowała w krajowej telewizji, a także podpisała kontrakt z Radio Mineria.

## Gracias a la Vida
Parra skomponowała swoją najbardziej znaną piosenkę - Gracias a la Vida - w La Paz w 1966 roku. W 1971 piosenka została rozsławiona w całej Ameryce Łacińskiej dzięki pieśniarce Mercedes Sosie, później w Brazylii dzięki Elisie Reginie i w USA dzięki Joan Baez. Gracias a la Vida jest jednym z najczęściej coverowanych utworów w historii latynoamerykańskiej muzyki. Piosenka została też nagrana przez Kanadyjczyka Michaela Bublé w celu zbierania środków dla Chilijczyków dotkniętych trzęsieniem ziemi z 2010 roku.
Piosenka otwiera się znanym przejściem pomiędzy molowymi akordami a i e, następnie słyszymy harmonię G7-C/C7 i powrót do motywu a/e.
Gracias la Vida zostało napisane i nagrane w latach 1964-65, po rozstaniu Violety z jej długoletnim partnerem. Utwór pojawia się na płycie Las Últimas Composiciones (1966) - ostatnim albumie wydanym przez Parrę przed śmiercią.
Słowa piosenki mogą wydawać się dwuznaczne: można je odczytać jako romantyczne wysławianie życia i indywidualnych doświadczeń, jednak okoliczności towarzyszące wydaniu piosenki mogą sugerować, że Violeta chciała użyć utworu jako pewnego rodzaju pożegnania przed popełnieniem samobójstwa, dziękując życiu za wszystko, co jej dało. Słowa mogą być wręcz interpretowane jako ironiczne, wypominające, że życie w zdrowiu, pełne możliwości, sukcesu i doświadczeń podróży nie jest w stanie zrekompensować bólu i sprzeczności ludzkiej natury.
Gracias a la vida que me ha dado tanto
Me dio dos luceros que cuando los abro
Perfecto distingo lo negro del blanco
Y en el alto cielo su fondo estrellado
Y en las multitudes el hombre que yo amo
W tłumaczeniu na polski:
Dziękuję życiu, że mi tyle dało.
Że dało mi parę oczu, dzięki którym rozróżniam
Czarne od białego, gwiazdy na wysokim niebie,
A w tłumie mężczyznę, którego kocham

## Volver a los Diecisiete
Kolejną cenioną piosenką - oraz ostatnią, którą udało się jej napisać - jest Volver a los Diecisiete [pol. Mieć znów 17 lat]. Piosenka oddaje cześć wesołej młodości, kontrastując z sytuacją życiową artystki z tego okresu jej życia. W odróżnieniu do wielu popularnych piosenek, jej melodia porusza się po molowych harmoniach, tworząc melancholijny i nostalgiczny nastrój utworu, dzięki czemu jest ciepło przyjmowana zarówno w kręgach muzyki klasycznej jak i popularnej.
Pomimo swojej oryginalności, muzyka Violety Parry była głęboko zakorzeniona w ludowych tradycjach, tak zresztą jak większość muzyki nurtu Nueva Canción.

## Śmierć i dziedzictwo
W lutym 1967 roku, Violeta Parra odebrała sobie życie strzałem w głowę w swoim namiocie artystycznym. Po jej śmierci odbyło się wiele uroczystości upamiętniających artystkę, zarówno w Chile jak i poza jego granicami. Była inspiracją dla wielu latynoamerykańskich artystów (m.in. Victor Jara, ruch muzyczny Nueva Cancion Chilena) do odnowy zainteresowania chilijskim folklorem.
W 1992 z inicjatywy jej dzieci, założona została Fundacja Violety Parry, która miała na celu pogrupowanie i rozpowszechnienie jej niepublikowanych prac.
W 1997 roku, przy pomocy Fundacji Violety, Ministerstwa Kultury oraz Spraw Zagranicznych Chile, jej sztuka wizualna została wystawiona w paryskim Luwrze.
W 2007 roku, 90. rocznica urodzin pieśniarki została uczczona wystawą jej obrazów w Centro Cultural Palacio La Moneda oraz wydaniem kolekcji jej prac zatytułowanej Visual Work of Violeta Parra.
4 października 2015 roku w Santiago otwarto Muzeum Violety Parry.
Zmotywowana 100. urodzin artystki, polska po. Kierownik Działu Etnografii Polski i Europy PME - dr Justyna Laskowska-Otwinowska, przy współpracy z Warner Music Group oraz pracownikiem Ambasady Chile w Polsce, Javierem Foxon Calvo, w 2018 roku odnalazła dwa nagrania - „La jardinera” oraz „Por la mañanita", które powstały podczas pobytu Violety Parry na V Festiwalu Młodzieży i Studentów w Warszawie w 1955 roku.

## Dyskografia

### Albumy studyjne
- Chants et danses du chili Vol. 1 (1956)
- Chants et danses du chili. Vol. 2 (1956)
- Violeta Parra, Canto y guitarra. El Folklore de Chile, Vol. I (1956)
- Violeta Parra, acompañada de guitarra. El Folklore de Chile, Vol. II (1958)
- La cueca presentada por Violeta Parra: El Folklore de Chile, Vol. III. (1958)
- La tonada presentada por Violeta Parra: El Folklore de Chile, Vol. IV. (1958)
- Toda Violeta Parra: El Folklore de Chile, Vol. VIII (1960)
- Violeta Parra, guitare et chant: Chants et danses du Chili (1963)
- Recordandeo a Chile (Una Chilena en París) (1965)
- Carpa de la Reina (1966)
- Las últimas composiciones de Violeta Parra (1967)

### Albumy wydane pośmiertnie
- Violeta Parra y sus canciones reencontradas en París (1971)
- Canciones de Violeta Parra (1971)
- Le Chili de Violeta Parra (1974)
- Un río de sangre (1975)
- Presente / Ausente (1975)
- Décimas (1976)
- Chants & rythmes du Chili (1991)
- El hombre con su razón (1992)
- Décimas y Centésimas (1993)
- El folklore y la pasión (1994)
- Haciendo Historia: La jardinera y su canto (1997)
- Violeta Parra: Antología (1998)
- Canciones reencontradas en París (1999)
- Composiciones para guitarra (1999)
- Violeta Parra – En Ginebra, En Vivo, 1965 (1999)
- Violeta Parra: Cantos Campesinos (1999)